# L'uomo sogna di volare
L'uomo sogna di volare è il sesto album di inediti dei Negrita. È stato pubblicato il 28 gennaio 2005 per l'etichetta Black Out.

## Descrizione
Rispetto ai lavori precedenti, improntati su un rock di stampo anglosassone, questo album risulta molto contaminato da sonorità sud-americane e latine in generale. È il risultato di un lungo viaggio dei Negrita nell'America Latina, durante il quale hanno attraversato Brasile, Uruguay, Argentina e Cile. Il gruppo si è fatto influenzare molto dagli artisti che ha incontrato, tra i quali gli argentini Bersuit Vergabarat (che hanno accompagnato i Negrita in alcune date del loro tour), i percussionisti brasiliani Boghan Costa e Peu Meurray, il musicista Carlinhos Brown (noto in Italia per essere uno dei Tribalistas) e il rapper Gabriel O Pensador. Quest'ultimo compare anche nel brano Sale, primo singolo estratto. Sono stati estratti, oltre a Sale, altri quattro fortunati singoli: Greta, Rotolando verso sud, L'uomo sogna di volare e Destinati a perdersi. Tutto bene è cantata da Drigo.
Una particolarità: al termine dell'ultimo brano dell'album, Il branco, c'è una ghost track dove si sente chiaramente una persona che scrive con un gesso sulla lavagna. La parola che viene scritta è "LOVE" (in maiuscolo), la stessa che le posizioni dei membri della band sulla copertina suggeriscono.
Il disco è dedicato a Stefano Facchielli, D.RaD, dubber degli Almamegretta ed amico sia della band che di Paolo Alberta (con il quale aveva condiviso il mix di Giro D'Italia di Ligabue), deceduto in un incidente a Milano durante le registrazioni.

## Tracce
1. Sale - 4:10
2. L'uomo sogna di volare - 5:02
3. Mother - 4:21
4. Greta - 4:05
5. Destinati a perdersi - 5:12
6. Rotolando verso sud - 4:46
7. Il mio veleno - 3:42
8. Tutto bene - 3:47
9. Alzati Teresa - 3:41
10. Il branco - 3:05

## Formazione
Gruppo
- Paolo Bruni – voce e armonica
- Enrico Salvi – chitarra e voce in Tutto bene
- Cesare Petricich – chitarra
- Franco Li Causi – basso
- Cristiano Dalla Pellegrina – batteria

Altri musicisti
- Paolo Valli – batteria
- Pier Foschi – batteria
- Paolo Alberta – mixaggio
- Peu Meurray, Boghan Costa – percussioni
- Silverio Pontes – tromba

## Singoli/Videoclips
- Sale (videoclip)
- Greta (Radio Version) (promo, videoclip)
- Rotolando verso Sud (Radio Version) (promo, videoclip)
- L'uomo sogna di volare (Radio Version) (promo, videoclip)
- Destinati a perdersi (Radio Version) (promo, videoclip)
- Rodando hacia el Sur (promo, videoclip per il mercato estero)

## Classifiche

### Classifiche settimanali
| Classifica (2005) | Posizione massima |
| ----------------- | ----------------- |
| Italia            | 9                 |

### Classifiche di fine anno
| Classifica (2005) | Posizione |
| ----------------- | --------- |
| Italia            | 48        |